# Communauté de communes du Villeneuvien
Die Communauté de communes du Villeneuvien ist ein ehemaliger französischer Gemeindeverband mit der Rechtsform einer Communauté de communes im Département Yonne in der Region Bourgogne-Franche-Comté. Sie wurde am 1. Januar 2014 gegründet und umfasste elf Gemeinden. Der Verwaltungssitz befand sich im Ort Villeneuve-sur-Yonne.
Mit Wirkung vom 1. Januar 2016 wurde der Gemeindeverband aufgelöst, wobei sich die bisherigen Gemeinden auf die Communauté d’agglomération du Sénonais (8 Gemeinden) und die Communauté de communes du Gâtinais en Bourgogne (3 Gemeinden) verteilten.

## Ehemalige Mitgliedsgemeinden
1. Armeau
2. Les Bordes
3. Bussy-le-Repos
4. Chaumot
5. Dixmont
6. Étigny
7. Passy
8. Piffonds
9. Rousson
10. Véron
11. Villeneuve-sur-Yonne